# Tibbot Kittagh
Tibbot MacWalter Kittagh Bourke, a veces llamado Theobald Fitzwalter Kittagh Bourke, (irlandés: Tiobóid mac Walter Ciotach Bourke) (c. 1570-c. 1602) fue el XXI jefe de Mac William Iochtar en Irlanda, y la primera y última persona en llevar el título tras su restauración. Fue inaugurado en Kilmaine por Hugh Roe O'Donnell en diciembre de 1595 para asegurarse el apoyo de Mayo para la alianza rebelde durante la Guerra de los Nueve Años. Su gobierno contó con la oposición de muchos nobles Bourke, especialmente por su archirrival, el jefe lealista Tibbot na Long Bourke. Ambos hombres lucharon por la supremacía sobre el señorío de MacWilliam (actual Condado de Mayo) durante la guerra y el control de la zona cambio de mano en numerosas ocasiones. Tras la huida de Kittagh a España en 1602 el título de MacWilliam fue abolido otra vez, y Tibbot na Long sería nombrado vizconde Mayo.

## Familia
Nacido en Ardnaree, cerca de Ballina, Condado Mayo, Kittagh era el primogénito de Walter Kittagh Bourke (muerto 1591), el gran sheriff de Sligo y primogénito, aunque ilegítimo hijo de sir John Bourke, barón Ardenerie. Su madre era Mary O'Donnell, pariente lejana del lord de Tyrconnell. Kittagh tuvo cuatro hermanos –Thomas (muerto en 1597), Richard (muerto en 1589), Meyler y Walter—, así como cuatro hermanas –Mary, Cecilia, Sabina y la hermana más joven cuyo nombre es desconocido—. La segunda hermana más joven, Sabina, se casaría el jefe de Mac Sweeney Banagh.
Mientras se sabe que Kittagh estuvo casado, la identidad de su mujer y la familia es desconocida en su mayor parte. Tuvo al menos dos hijos, Walter y Meyler. Se sospecha también que John Burke, que fue hecho comandante de las fuerzas de Connacht durante las guerras confederadas de Irlanda de 1642, era también hijo de Kittagh, habiendo nacido en mayo aunque pasando  «30 años al servicio de España». John habría tenido aproximadamente 10 cuando Kittagh viajó a España.

## Primeros años, arresto y exilio
La primera mención a Kittagh en las fuentes históricas aparece tras la participación de su padre en la rebelión de MacWilliam de los años 1580 contra la Composición de Connacht. Los ingleses, bajo Perrot, habían reconocido a Risdeárd Bourke como el legítimo señor del territorio MacWilliam. Según la ley inglesa esto convertía a su primogénito en sucesor automático y todos los nobles de la zona, incluyendo a Walter Kittagh, no sólo se arriesgaban a perder sus tierras y herencia, sino su derecho a la jefatura también. Walter Kittagh hizo la paz con los ingleses a finales de 1590 habiendo asegurado sus tierras pero murió poco después, dejando a Tibbot a cargo de su propiedad.
Pese a no haber tomado parte en la rebelión, el joven Kittagh fue pronto perseguido por sus influyentes tíos Edmund y Richard. Consiguientemente, el 20 de febrero de 1593, el Lord Diputado emitió un perdón general para todas las personas del Condado de Mayo, excepto Kittagh y otros 3. El Gobernador Bingham procuró un perdón para Kittagh, que para tomar el efecto tendría que ser tratado ante las cortes para su aprobación. Al oír que las sesiones serían celebradas en mayo, donde podría ser alcanzado por sus tíos, escapó hacia la Empalizada pero fue arrestado en Athlone. Mientras estuvo allí, Bingham solicitó un nuevo perdón para Kittagh al Lord Diputado  y permitió visitarle a su mujer.
Se duce que la mujer de Kittagh consiguió pasarle una lima que le permitió a él y a otros prisioneros escaparse el 28 de septiembre. Él y otros fugitivos de Connacht huyeron a Tyrconnell buscando la protección de Hugh Roe O'Donnell, que se convertiría en amigo y aliado de Kittagh. Kittagh fue expropiado tras su escapada de Athlone. Sus castillos en Cloonagashel, Castlebar y Belleek fueron capturados y ocupados por guarniciones inglesas.

## Guerra de los Nueve Años

### Rebelión en Connacht y regreso

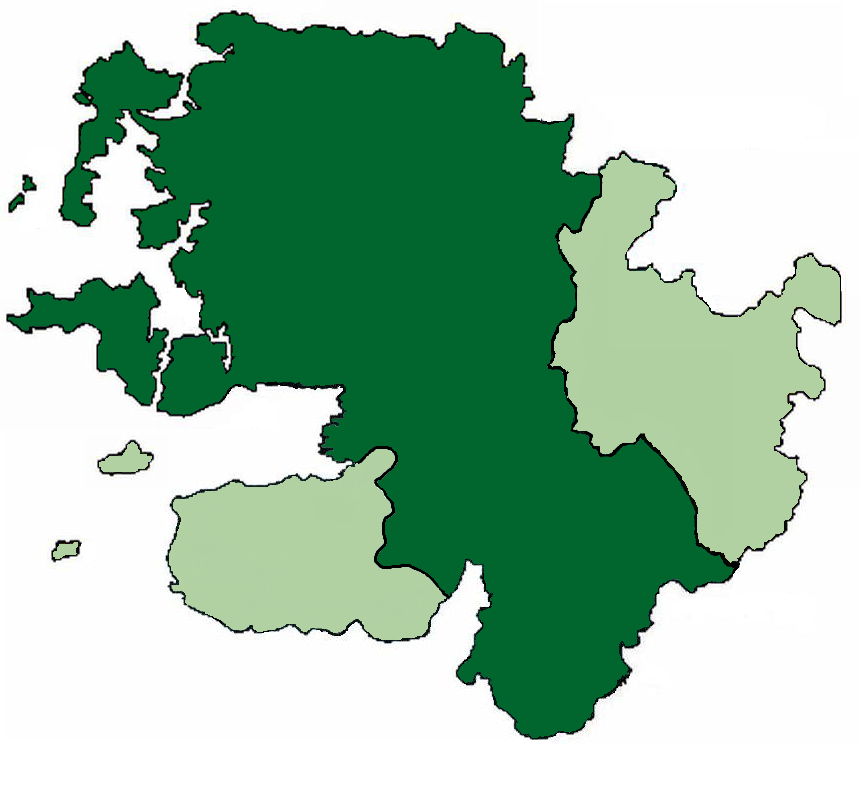
Extensión del territorio de Mac William Iochtar dentro de Mayo, c. 1590

En las primeras etapas tempranas de la Guerra de los Nueve Años los nobles de Connacht simpatizaban con la causa de los Señores del Úlster O'Donnell y O'Neill, y detestaban la presencia de los Bingham (Richard y sus hermanos George y John) en su provincia. La mayoría se había rebelado contra la Presidencia en 1595 y el gobierno en Dublín tuvo que actuar. Mientras O'Donnell y los hombres de Connach habían luchado estratégicamente contra los ingleses y tomado el control de varios castillos a lo largo de la provincia, el gobierno inicialmente flaqueó ante los rebeldes.
Muchos de los soldados llevado desde Inglaterra enfermaron debido a la humedad del clima y el terreno. Los soldados veteranos que ya estaban en Irlanda no recibieron munición ni suministros para recuperar el terreno perdido, o incluso presentar batalla a los rebeldes, y los refuerzos estaban tan poco entrenados en el uso de las armas que sus capitanes tuvieron que entregarles shots irlandeses en sus pagas. Kittagh había regresado en agosto de 1595 y asediaba el castillo de Belleek, una de sus posesiones anteriores. El capitán Fowle fue enviado para aliviar el sitio y partió el 3 de octubre pero fue asesinado de camino. Cuando el resto de su tropa llegó, se encontraron con que el castillo ya había sido tomado.
Sir Geoffrey Fenton relevó temporalmente a Bingham del mando y solicitó una reunión con los rebeldes de Connacht en Galway para negociar una paz. Por recomendación de O'Donnell, rechazaron reunirse con Fenton en Galway e insistieron en que la reunión tuviera lugar en Moyne. Habían preparado un libro de quejas y reclamaban únicamente la retirada de Bingham y sus agentes. Sin embargo, en negociaciones separadas, O'Donnell dijo el gobierno que no habría paz hasta que Ballymote y todo de Sligo fueran entregadas a su reino.

### Inauguración

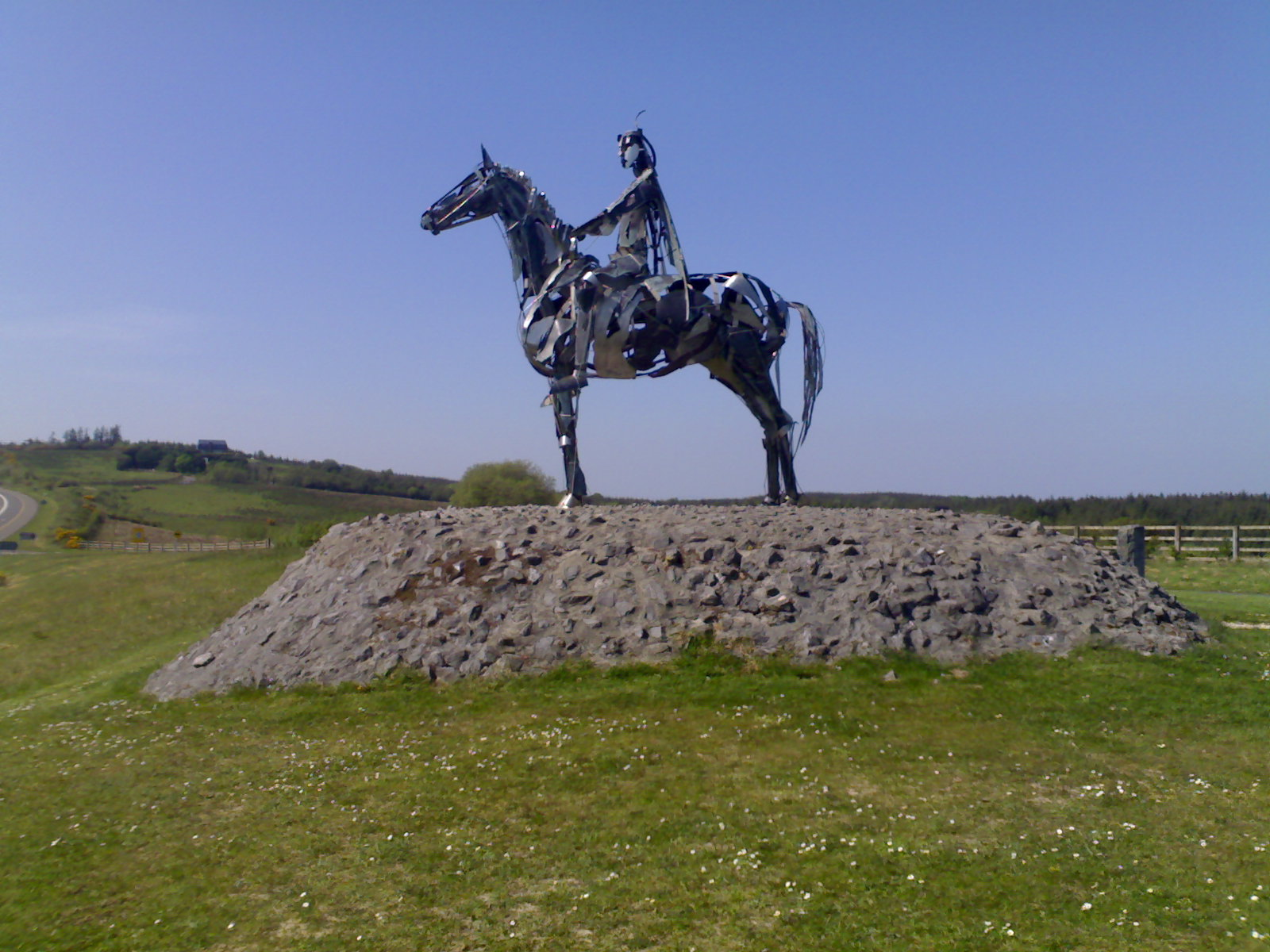
Incluso después de que Kittagh inauguración, Hugh Roe O'Donnell continuó ejercer influencia significativa sobre él.

Había un deseo general entre los clanes de Mayo de restaurar la jefatura MacWilliam que había sido abolida bajo Perrot y Bingham algunos años atrás. O'Donnell había pasado varios meses en 1595 entrevistándose y escribiendo a nobles a través de Mayo para convencerlos de participar en una ceremonia de inauguración tradicional. El 24 de diciembre se reunieron en Kilmaine, los "MacJordan, MacCostello, MacMaurice, O'Malley, MacDonnell y todos los nobles del país se reunieron allí". Nueve Bourkes competían por el título, incluyendo a Kittagh, Tibbot na Long Bourke, Richard Bourke y el tío de Kittagh Oliver Bourke.
O'Donnell entró "posando como un conquistador", y se situó en el centro. Llevaba consigo 1,800 soldados con él así como a sus seguidores los jefes MacSweeney y O'Doherty, que también aportaban hombres y gallowglass. O'Doherty ordenó formar cuatro anillos alrededor del rath. Los hombres de O'Donnell formarían el primer anillo, los de O'Doherty el segundo, los de MacSweeny el tercero y los hombres de Connacht el cuarto. O'Donnell y sus jefes se reunieron en el rath y "ninguno de los nobles o los señores fue autorizado a presentarse ante ellos en el rath a menos que fuera llamado ante él". A pesar del espectáculo de fuerza, la situación inicial parecía prometedora. O'Donnell llamó a cada uno de los nobles uno por uno para oír su caso sobre su elegido, y luego llamó a los clanes menores para preguntar a qué jefes apoyaban.
La edad y la experiencia eran consideraciones importantes  para la mayor parte de los nobles y consiguientemente William Bourke de Shrule, el candidato mayor, fue también el más ampliamente apoyado. Kittagh era el candidato más joven y menos popular. No estaba respaldado por ninguna otra familia Bourke y sólo recibió sólo el soporte de los jefes MacJordan y MacCostello, que declararon que era "fuerte y vigoroso de día y de noche en casa y fuera, tuviera a pocos o muchos con él". A la conclusión de una asamblea altamente irregular, Kittagh fue públicamente proclamado por O'Donnell, ante la presencia de gran cantidad de tropas y recibió el título de MacWilliam. Tres de los otros contendientes así como rehenes del resto fueron llevados  a Tyrconnell.
O'Donnell era un dirigente militar, no un estadista, y la decisión de imponer a Kittagh a los nobles de Mayo fue una pifia diplomática. Dejó a los hombres de Connacht indignados y puso en su contra a nobles en otro tiempo seguidores o neutrales hacia él. Dado que se habían sublevado contra los ingleses para asegurar una mayor independencia, el comportamiento de O'Donnell les hizo cuestionarse si habrían cambiado un sistema autoritario por otro. Si hubiera restaurado unilateralmente a Kittaghh como MacWilliam, pudiera no haber recibido apoyos de los otros nobles, pero reunirles en su sitio de inauguración tradicional y pedir su consejo, sólo para ignorarlo, fue visto como una vergüenza y un insulto.

### Campaña a Galway
Poco después de su inauguración, Kittagh marchó con O'Donnell y varios caciques aliados a la ciudad de Athenry, que incendiaron, tomando prisioneros a todos los soldados de la zona. Desde allí enviaron un mensajero a Galway solicitando provisiones. Al mensajero, habiendo sido rechazada su entrada, se le dijo que la antigua costumbre de la ciudad era no abrir las puertas por la noche por ningún motivo. El Alcalde de Galway, Oliver Oge French, dijo también al mensajero que no confiaba en O'Donnel tras la devastación que había llevado a cabo desde el principio de la guerra. Al día siguiente French recibió una carta personalmente escrita por O'Donnell; por un lado ofreciendo dinero a cambio de provisiones básicas, excluyendo pólvora y municiones, aparentemente para despejar los miedos de French, pero por otro lado, amenazando con "molestar [Galway] lo mejor que pudiera" si se rechazaba su oferta. French respondió que no proporcionaría ningún alivio al Lord del Úlster y sus aliados a no ser que detuviera su campaña de devastación sobre las ciudades y pueblos de Connacht.
En respuesta, en la noche del 17 de enero de 1596 Kittagh y O'Donnell lanzaron un ataque sorpresa sobre la ciudad e incendiaron muchas casas en las afueras, asesinando a 6 personas antes de que fueran dispersados por fuego de cañón. Otro intento de incendiar estas casas tuvo lugar la tarde siguiente, pero los agentes de O'Donnell fueron descubiertos y arrestados habiendo quemado sólo una vivienda. Los rebeldes regresaron a Mayo y, según French, quemaron todos los pueblos en su camino de vuelta, advirtiendo a los habitantes de Galway que aún no se habían rebelado que "recibiría en breve peor trato de los españoles que el que los habitantes de Athenry habían recibido de ellos". Estos tempranos ataques sobre Galway apartaron a muchos de los señores locales y mercaderes de la causa rebelde.

### Oposición de los rivales y expulsión

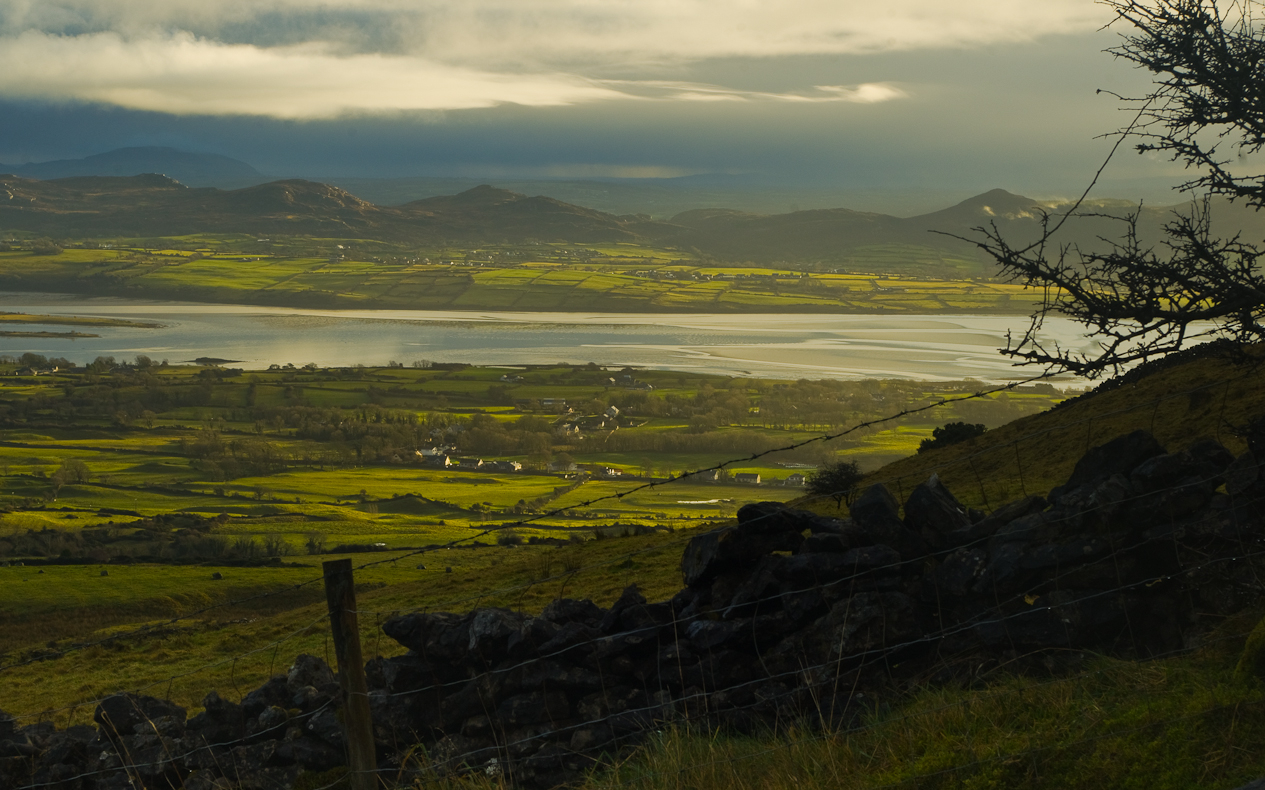
Los montes Ox fueron frecuentemente usados por los rebeldes del Úlster como ruta a Connacht.

En junio de 1597, Kittagh y Rory O'Donnell, hermano de Hugh, se acantonaron en Tirawley, con una fuerza 700 hombres, 300 de Connacht y 400 soldados de Tyrconnell. Controlaban totalmente Mayo; y todo Connacht excepto Galway; Clare se había unido o había sido capturado por la alianza irlandesa. Sin embargo, el recién nombrado Gobernador Conyers Clifford dirigió a sus fuerzas hasta el corazón de Connacht en un intento de recuperar el control inglés sobre la zona. Clifford ordenó a Tibbot na Long y a O'Conor Sligo, cuyas fuerzas sumaban unos 1,000, a derrotar a los rebeldes. Clifford marchó sobre Collooney para cortar su retirada. Kittagh y Rory intentaron huir a Úlster en julio a través de las Ox pero fueron interceptados y derrotados decisivamente por las fuerzas de Clifford mientras intentaban para cruzar el Owenmore, perdiendo 200 hombres y 1,200 reses.
Apoyándose en su éxito, Clifford dirigió sus fuerzas al norte y puso sitio a Ballyshannon. Sin embargo, tuvo que levantar el asedio y retirarse tras cinco días al ser informado de que O'Neill había rechazado la invasión de Thomas Burgh en el Úlster, y estaba disponible para unir sus fuerzas a las de O'Donnell, Maguire y O'Rourke, poniendo en riesgo la retirada de Clifford.
A finales de septiembre, Kittagh regresó a Mayo junto a sus aliados Ulick Burke y Feriagh McHugh. La devastación casada por la guerra había llevado a la hambruna y era ca da vez más difícil, tanto para los rebeldes como para los ingleses mantener ejércitos estacionados en la provincia. Mientras sus aliados del Úlster se retiraban, Kittagh intentó resistir el invierno, ya que sabía que Clifford no disponía de efectivos para sacarle de Mayo. El segundo intento de controlar Mayo fue también un fracaso para Kittagh y sus aliados. Seguro de que Clifford no se podía adentrar en el condado, estaban mal preparados para un ataque sorpresa de Tibbot na Long, en el que perdieron 40 hombres (incluyendo al hermano de Kittagh, Thomas) junto al resto de provisiones, forzándoles a retirarse al Úlster.
A finales de octubre de 1597 Kittagh estaba nuevamente exiliado y sus aproximadamente 1,000 seguidores que se habían sublevado en mayo para unirse a la rebelión solicitaban ahora la protección de Clifford frente a los rebeldes, principalmente a O'Donnell, de quien temían pudiera regresar. A mediado de noviembre se instauraron sheriffs en mayo y Sligo por primera vez en 3 años y Kittagh se quedó sin aliados locales. Otra incursión de Kittagh en la provincia en enero de 1598 fue rechazada rápidamente.

### Segundo Regreso

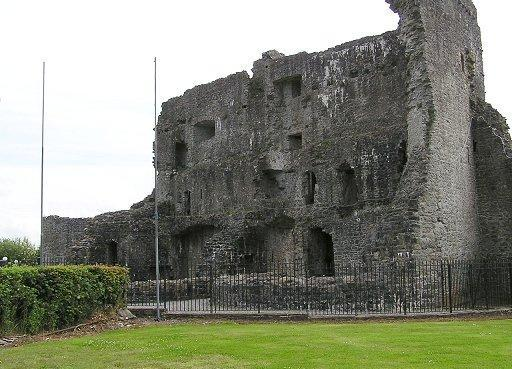
La captura de Ballymote Castle en septiembre de 1598 marcó el principio del regreso de Kittagh.

Se firmó una tregua entre la alianza irlandesa y el gobierno de Dublín, de enero a junio de 1598, tiempo en el que O'Neill negoció con los ingleses. Una de las principales demandas de O'Neill fue que Kittagh recibiera el control sobre los Señoríos de MacWilliam. Esto fue firmemente rechazado ya que Isabel I no estaba dispuesta a permitir el desmantelamiento de su  gobierno en mayo y restaurar una jefatura abolida, particularmente en una persona detestada por sus parientes y exiliado en Tyrconnell.
Connacht disfrutó de una calma relativa durante la tregua, pero tras la decisiva victoria irlandesa sobre las fuerzas inglesas en Yellow Ford el 14 de agosto, el espectro de Kittagh amenazó Mayo una vez más. El cuidadoso tapiz de lealtades que Clifford había establecido en mayo comenzó a deshilacharse, con Clifford escribiendo que las lealtades dependían sólo de la promesa de un perdón, y vacilarían ante cualquier resistencia.
Clifford acertaba en su opinión ya que, tras el regreso de O'Donnell y Kittagh a mediados de septiembre, señaló que "En el primer día del regreso del MacWilliam con toda la fuerza de O'Donnell. Mayo y Sligo totalmente perdidos". Los McDonagh traicionaron a los ingleses y tomaron Ballymote Castle, ofreciendo su venta a Clifford antes de entregarlo intacto a O'Donnell por £400 y 300 vacas. Kittagh marchó a Mayo y se estableció allí.
Disponía ahora de 2000 hombres a pie y 200 a caballo, y sus fuerzas aumentaban diariamente por la llegada de mercenarios escoceses. Tras la derrota en Yellow Ford, el aterrorizado gobierno de Dublín ordenó a todos sus soldados proteger la capital. Clifford quedó impotente sólo con 120 soldados ingleses y Connacht y Úlster pasaron una vez más a manos rebeldes. Totalmente superados en número, Tibbot na Long hizo uso del poderío naval de su familia y se echó al mar con sus hombres. Kittagh y Niall Garbh saquearon Mayo impunemente, aplastando a todos los disidentes, incluyendo los Clangibbon que fueron totalmente eliminados tras un ataque a su castillo cerca de Aughagower.

### Escalada de la Guerra
Durante muchos meses, Clifford hizo pocos progresos  en la pacificación de Connacht, principalmente por la incompetencia de Lord Essex y el gobierno de Dublín. Por fin recibió el apoyo de 1000 soldados ingleses bien entrenados, lo que permitió a Clifford recuperar el Condado de Clare y Galway en mazo de 1599. En julio, recibió £1500 del gobierno inglés, y el encargo de reconstruir el castillo de Sligo, una ciudad actualmente ocupada por los O'Conors, pro-ingleses. Tibbot na Long navegó desde Galway con suministros militares, provisiones y materiales de construcción y fondeó en la Bahía de Sligo esperando por Clifford, que viajaba al norte desde Tulsk. Sin embargo, Clifford, no conseguiría llegar.
Había recibido información falsa acerca de que el paso de Curlew estaba despejado fue emboscado por O'Rourke cuando intentaba cruzarlo. Las fuerzas inglesas, unos 2,000 hombres, fueron derrotadas y sufrieron graves pérdidas. Lo único que impidió la catástrofe completa fue una carga de caballería montaña arriba dirigida por Sir Griffin Markham, que consiguió contener a los hombres de O'Rourke el tiempo suficiente para permitir huir a los soldados ingleses. Esta derrota aplastante destrozó la moral inglesa y los O'Conors se rindieron a O'Donnell al recibir la cabeza de Clifford.
Tibbot na Long, aún fondeado, envió a Morogh na Maor O'Flaherty a reunirse y tomar vino con O'Donnell. Fue entonces cuando O'Donnell propuso a O'Flaherty que Tibbot na Long, que poseía 3 tres galeras grandes capaces de llevar 300 hombres, se uniera a él. Tibbot na Long declinó y volvió a Galway. Regresó en septiembre de aquel año para asediar a Kittagh antes de ser empujado mar adentro otra vez. En Galway, Richard Burke, Señor de Clanricarde, atacó a su rival Redmond Burke, aliado de Kittagh y el O'Donnell, eliminando a 100 de sus hombres.
Mientras Tibbot na Long actuaba al servicio de la Reina, su familia, oficialmente neutral, apoyaba a los rebeldes. Cinco barcos de O'Malley fondeados en el estuario del Shannon cerca de Limerick, entregaban suministros a los rebeldes y entorpecían el tránsito de los ingleses. La guerra, que inicialmente había empezado como una rebelión en Úlster que se había extendido a Connacht, ahora operaba en una mucha escala más amplia. La mayoría de Leinster y Munster estaban ahora en manos rebeldes y la posición e importancia de Kittagh se vieron reducidas. Con tanto en lo que centrarse, más para centrar encima, O'Donnell no podría permitirse perder Mayo, e intentó poner fin a las hostilidades allí.

### Complot para asesinar a O'Donnell

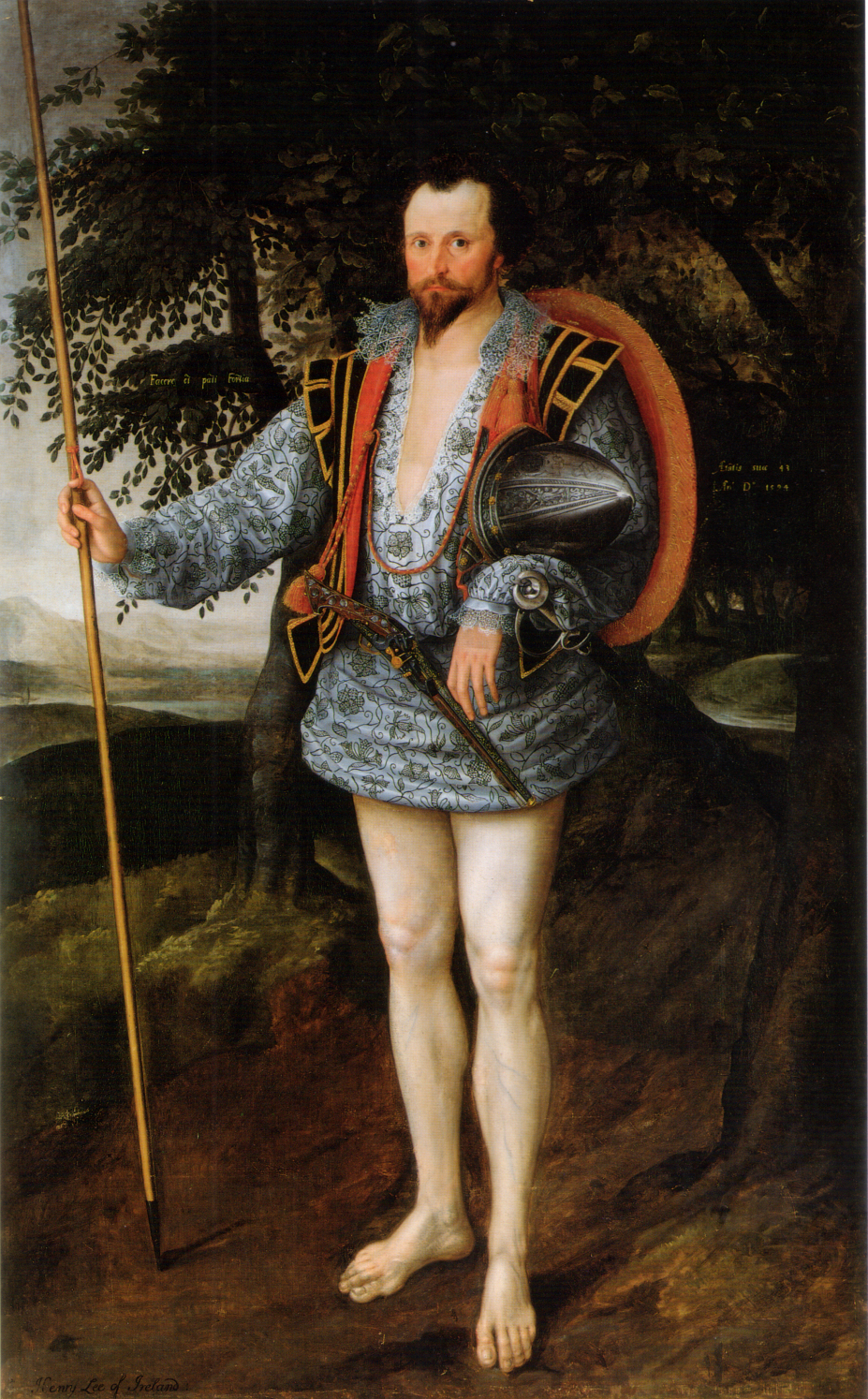
El Capitán Thomas Lee intentó utilizar el asesinato para impulsar su carrera política.

O'Donnell acordó un tratado de paz entre las facciones enfrentadas de los Mac William Íochtar en diciembre de 1599, lo que era principalmente una tregua entre los dos Tibbots. En contraste con el año anterior, donde se reclamaba que todo el territorio de Mayo fuera entregado a Kittagh; el comandante rebelde aceptó reducir la autoridad de Kittagh a la baronía de Tirawley a cambio de paz para Mayo. Los Bourkes podrían luchar en bandos opuestos en la guerra fuera de Mayo, pero estaban de acuerdo en un armisticio dentro del condado.
A lo largo de 1600 los ingleses realizaron grandes avances por Irlanda, principalmente debido a la política de tierra quemada del Barón Mountjoy, que extendió la hambruna por el país, dificultando el avituallamiento de la Alianza irlandesa. Los ingleses trataron al mismo tiempo de atraerse a su bando a los señores nativos, fragmentando la alianza. Hay numerosos ejemplos numerosos de esto, pero el golpe maestro de la guerra llegó cuando Niall Garbh traicionó a la alianza y permitió que 4,000 soldados ingleses liderados por Henry Docwra desembarcaran en Lough Foyle, el núcleo de la una vez impenetrable rebelión, Tyrone y Tyrconnell. Ante esta situación, Kittagh abrió negociaciones con los ingleses, esperando traicionar a O'Donnell a cambio de seguridad para sus tierras.

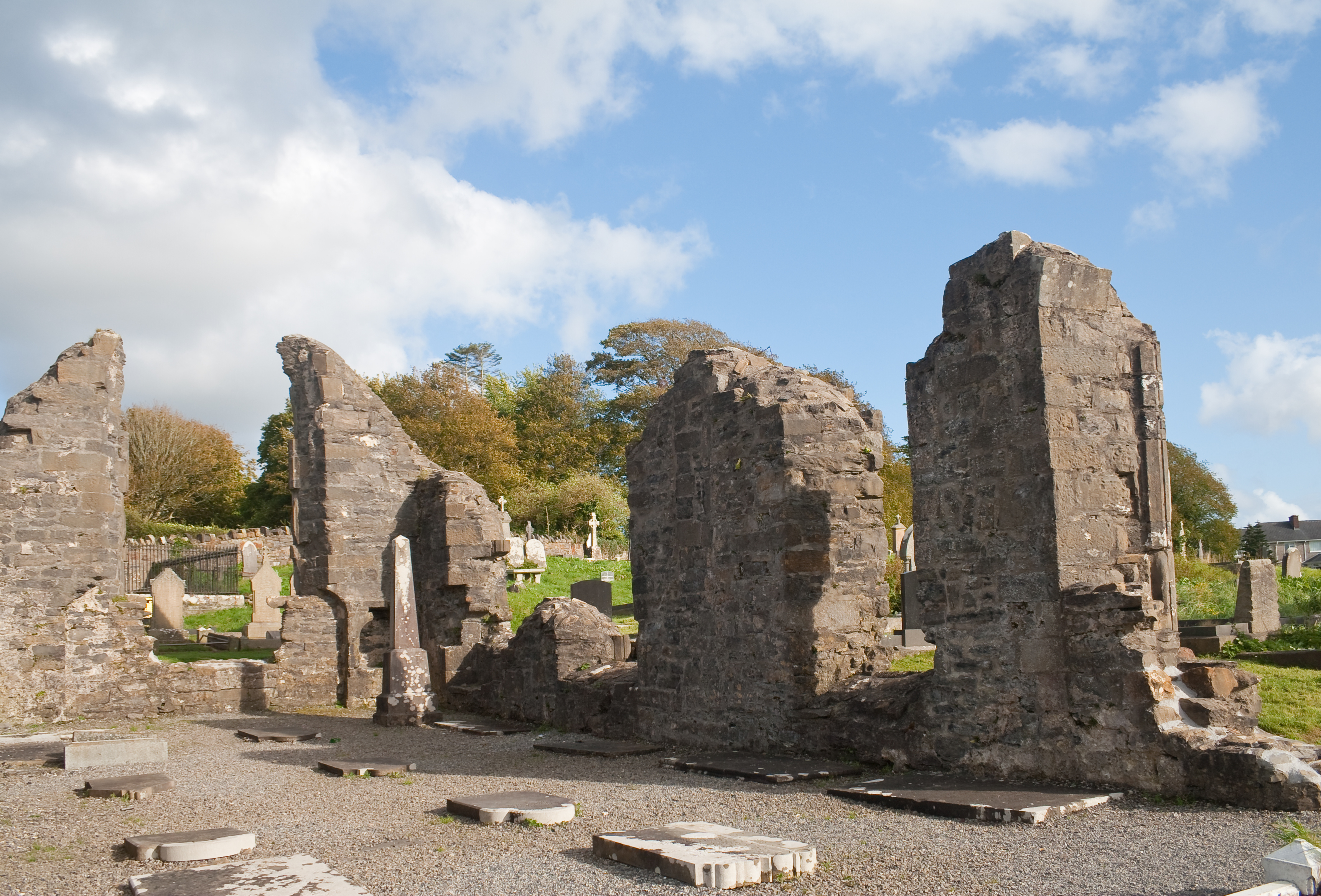
Ruinas de la Abadía de Donegal, donde iba a tener lugar la reunión.

Por un lado O'Donnell había convertido a Kittagh en "el MacWilliam" y le había apoyado contra sus rivales durante la guerra, pero por otro lado había devastado Mayo. O'Donnell llevándose todo el botín de guerra a Tyrconnell, y no invirtiendo en sus aliados de Connacht. En última instancia, había dejado a Kittagh al cargo de un territorio hostil e incapaz de sostener las fuerzas necesarias para su defensa.
Consciente del cambio de rumbo de la guerra, Kittagh viajó a Galway en junio de 1600 para reunirse con el notorio asesino James Blake (alias Capitán Blackcaddell, el hombre que más tarde intentaría envenenar a O'Donnell en España en 1602) para proponer un plan de traición que tendría que ser aprobado por el Capitán Thomas Lee, cuyas ansias de poder le había hecho complicarse en maquinaciones por toda Irlanda. Kittagh había pretendido llevar a su “aliado” a la Abadía de Donegal y matar a O'Donnell. Esperaba también que O'Neill asistiera también, lo que permitiría capturarle con vida y enviarle a Inglaterra, donde se rendiría y pediría el final de la guerra en Irlanda. Lee, deseoso de imponerse a su rival irlandés Thomas Butler, aceptó el plan el 7 de septiembre, pidiendo a Kittagh que asesinara también a Teigue O'Rourke y Donnchadh O'Conor en la reunión ya que ambos eran de Ormonde, refiriéndose a sus buenas relanciones con Butler.
O'Donnell regresaba frecuentemente a Donegal para conferenciar con sus aliados y conocer quienes habían llegado en barcos franceses y españoles suministrando información y provisiones. Kittagh, sabiendo que sería bienvenido en Tyrconnell, planeó viajar al reino con 400 hombres. Mataría o capturaría a los comandantes rebeldes y les llevaría, a ellos o a sus cuerpos al castillo de Killybegs en la costa oeste de Donegal, que planeaba adquirir al Jefe MacSweeny, su hermano cuñado, por aproximadamente £1,000. Kittagh y sus hombres sostendrían el castillo hasta que llegara un barco inglés para recogerles.
Después de muchas negociaciones entre Kittagh y Lee, se redactó una lista final de peticiones:
- Kittagh recibiría el título de Conde de Mayo
- Sería el teniente de su majestad del condado
- Recibiría 150 soldados a caballo y 50 infantes
- Cobraría £1,000 inmediatamente
- Brian Oge O'Rourke sería hecho Lord de Breifne y teniente de su majestad, con 100 soldados a caballo.
- Capitán T. Lee sería gobernador de Connaught.

La influencia de Lee en estas demandas es clara, y la mayoría de ellas fueron aceptados por la Reina el 24 de diciembre de 1600, sin embargo no nombraría a  Lee gobernador de Connaught y Kittagh recibiría su pago después de que se ejecutara el plan. Sin el dinero para pagar a MacSweeny por adelantado, era imposible para Kittagh llevar a cabo estos asesinatos. Tras la ejecución de Lee por traición en febrero de 1601 el plan fue abandonado permanentemente.

### Últimos meses y partida
Para razones desconocidas, la paz que había existido en mayo desde diciembre de 1599 comenzó a enturbiarse a comienzos de 1601. Tibbot na Long movió sus tropas a Tirawley en un ataque de sorpresa a Kittagh el 2 de marzo. Kittagh perdió muchos hombres y armas y se vio forzado a huir nuevamente al Úlster. En un regreso inesperado a la antigua tradición, Tibbot na Long reunió un consejo de nobles de Mac William Iochtar al día siguiente en que  eligieron a Richard Bourke, el cuñado de Tibbot na Long, como MacWilliam. Con O'Donnell ocupado en otras empresas, Kittagh pasó varios meses exiliado esperando refuerzos. Finalmente, en octubre de 1601  recibió "todos los hombres de los que O'Donnell podía prescindir" y re-invadió Mayo. Mientras regresaba a Tirawley, Kittagh se encontró con el ejército enemigo y estalló una batalla feroz en la que Richard fue asesinado. Kittagh se proclamó nuevamente jefe de Mayo.
Con sólo 300 hombres, Tibbot na Long se embarcó y abandonó el condado. Con sus rivales derrotados y Mayo en paz, Kittagh se unió a O'Donnell en la Batalla de Kinsale a finales de 1601. Tras la derrota de las fuerzas aliadas, Kittagh viajó con O'Donnell a España, desembarcando en Luarca el 13 de enero de 1602. Sus aliados fueron derrotados en 1603 mientras estaba fuera y Kittagh nunca regresó. Recibió el título de "Marqués de Mayo" por el monarca español y él y su familia recibieron una pensión adecuada para subsistir.
No se sabe nada más de su vida posterior.